# Acid cianhidric
 Acidul cianhidric (sau cianura de hidrogen) este un compus chimic cu formula HCN. Este un lichid incolor, gălbui, inflamabil, cu o solubilitate bună în apă, cu un miros neplăcut de migdale amare, extrem de toxic. Mirosul asemănător cu cel de migdale se explică prin faptul că semințele de migdale conțin o glicozidă cianogenă, care sub acțiunea enzimei hidroxilnitrilază se descompune în glucoză și acid cianhidric. Este produs în cantități mari, deoarece este un compus destul de important din punct de vedere industrial, fiind folosit ca și precursor pentru mulți compuși chimici (de la polimeri la medicamente).

## Obținere
Acidul cianhidric poate fi obținut plecând de la multe combinații ale hidrogenului, ale carbonului și ale azotului (în special amoniac). În prezent, este sintetizat în cantități industriale prin diverse procedee, și este și obținut ca și produs rezidual în procesul de fabricare al acrilonitrilului. În anul 2006, au fost produse numai în Statele Unite minimum 225 de milioane de kg.
Cel mai important procedeu de obținere este oxidarea Andrusov, în care metanul și amoniacul reacționează în prezență de oxigen, la aproximativ 1200 °C și pe un catalizator de platină:
2 CH4 + 2 NH3 + 3 O2 → 2 HCN + 6 H2O
Energia necesară pentru desfășurarea reacției este furnizată prin oxidarea parțială a metanului și amoniacului.
O altă metodă, de o importanță mai scăzută, este procedeul Degussa, în care se folosesc aceeași reactanți (metan și amoniac), dar reacția are loc în atmosferă lipsită de oxigen, iar energia trebuie transferată indirect prin peretele reactorului:
CH4 + NH3 → HCN + 3H2

## Proprietăți

### Proprietăți chimice
În combinație cu potasiul formează sarea cianură de potasiu, care este utilizată la obținerea aurului.

## Răspândire
Acidul cianhidric se poate extrage din fructele care au endocarp, precum cireșele, merele, caisele și migdalele amare, din care se extrage uleiul de migdale. Multe dintre aceste endocarpuri conțin cantități mici de cianhidrine, precum mandelonitril sau amigdalină, care pot elibera HCN.

## Toxicitate
Acidul cianhidric este un gaz extrem de toxic. A fost folosit în timpul Germaniei naziste în lagărele de exterminare sub denumirea comercială de Zyklon B. Acidul cianhidric este trecut în lista armelor chimice (gaz de luptă);